# Dálnice M60 (Maďarsko)
Dálnice M60 v Maďarsku je komunikací spojující dálnici M6 u města Bóly s župním městem Pécs. Dálnice vede východozápadním směrem a bude tvořit jižní dálniční obchvat města Pécs pokračující k městu Szentlőrinc až ke státním hranicím, kde se napojí na chorvatskou dálnici A13. První úsek mezi dálnici M6 a Pécsem o délce 30,2 km byl otevřen 30. března 2010, v roce 2015 bylo zprovozněno navazují 1,8 km trasy. 